# غرانت نويل
غرانت نويل (بالإنجليزية: Grant Noel)‏ هو لاعب كرة قدم أمريكية أمريكي، ولد في 11 يوليو 1980 في لو مور في الولايات المتحدة.